# جو رانتر

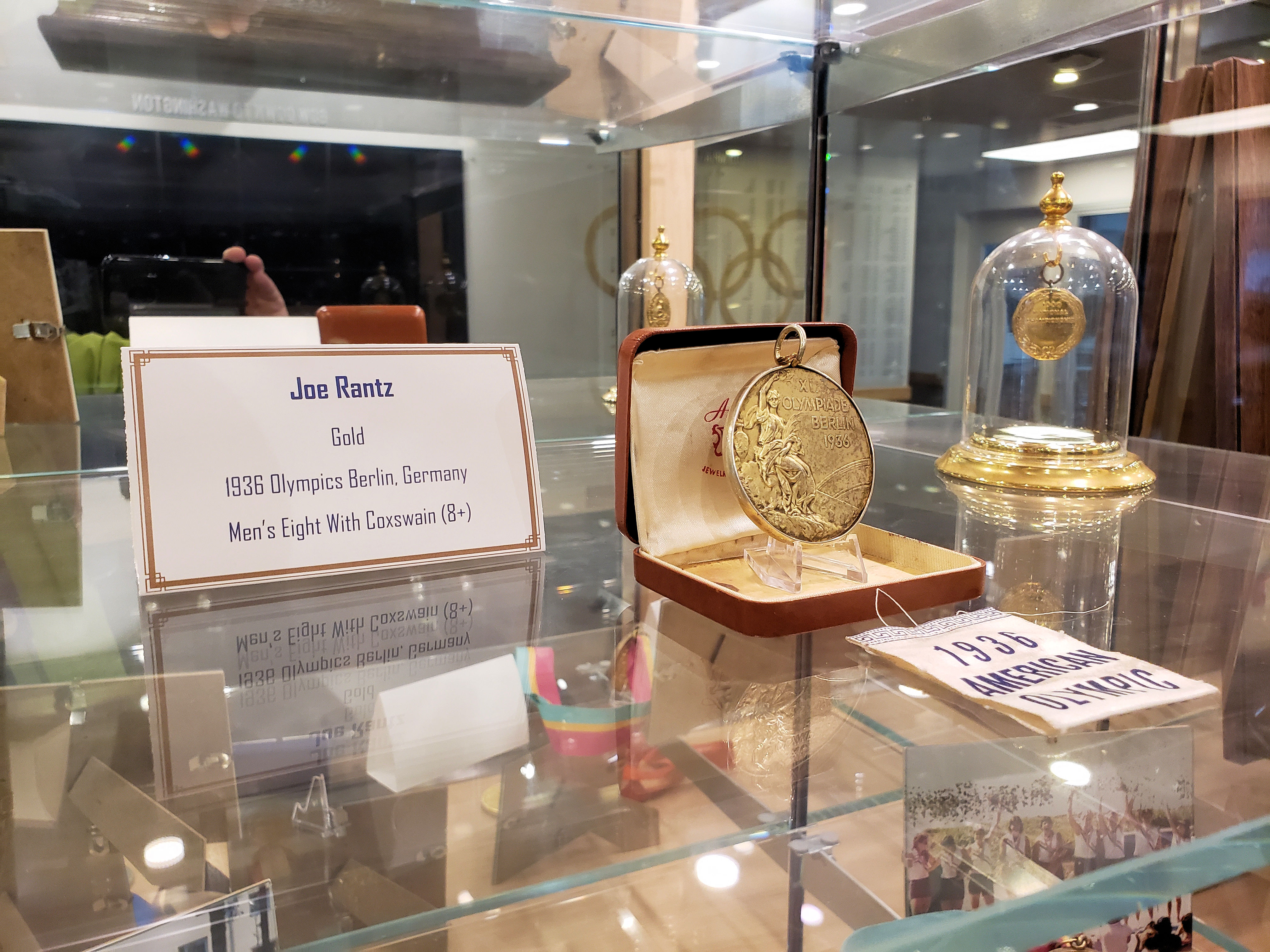
مدای طلای جو رانتر در المپیک تابستانی ۱۹۳۶

جو رانتر (انگلیسی: Joe Rantz; ۳۱ مارس ۱۹۱۴ – ۱۰ سپتامبر ۲۰۰۷) قایقران روئینگ اهل ایالات متحده آمریکا بود.